# Аулета
Аулета (итал. Auletta) је насеље у Италији у округу Салерно, региону Кампанија.
Према процени из 2011. у насељу је живело 1567 становника. Насеље се налази на надморској висини од 236 м.

## Становништво
Према резултатима пописа становништва 2011. у општини је живело 2.406 становника.
| 2011. |
| ----- |
| 2.406 |

## Партнерски градови
- Рипакандида